# Leffincourt
Leffincourt é uma comuna francesa na região administrativa de Grande Leste, no departamento das Ardenas. Estende-se por uma área de 18,02 km². Em 2010 a comuna tinha 194 habitantes (densidade: 10,8 hab./km²).